# ركود الدم
متلازمة ركود الدم، أو ركود الدم (الصينية :Xue Yu شيويه يو) مصطلح أو سبب هام للعديد من الأمراض حسب الطب الصيني التقليدي.
ورد وصفها في نظرية الطب التقليدي الصيني كما تباطؤ أو تجميع الدم بسبب توقف القلب أو تباطوءه، غالبا ما يكون في مجال الطب الحيوي من حيث مفهوم الامراض الدموية مثل النزف ، والجلطة ، والإسكيميا المحلية وتغييرات الأنسجة.